# Malt liquor
 (mai 2021).
Si vous disposez d'ouvrages ou d'articles de référence ou si vous connaissez des sites web de qualité traitant du thème abordé ici, merci de compléter l'article en donnant les références utiles à sa vérifiabilité et en les liant à la section « Notes et références ».

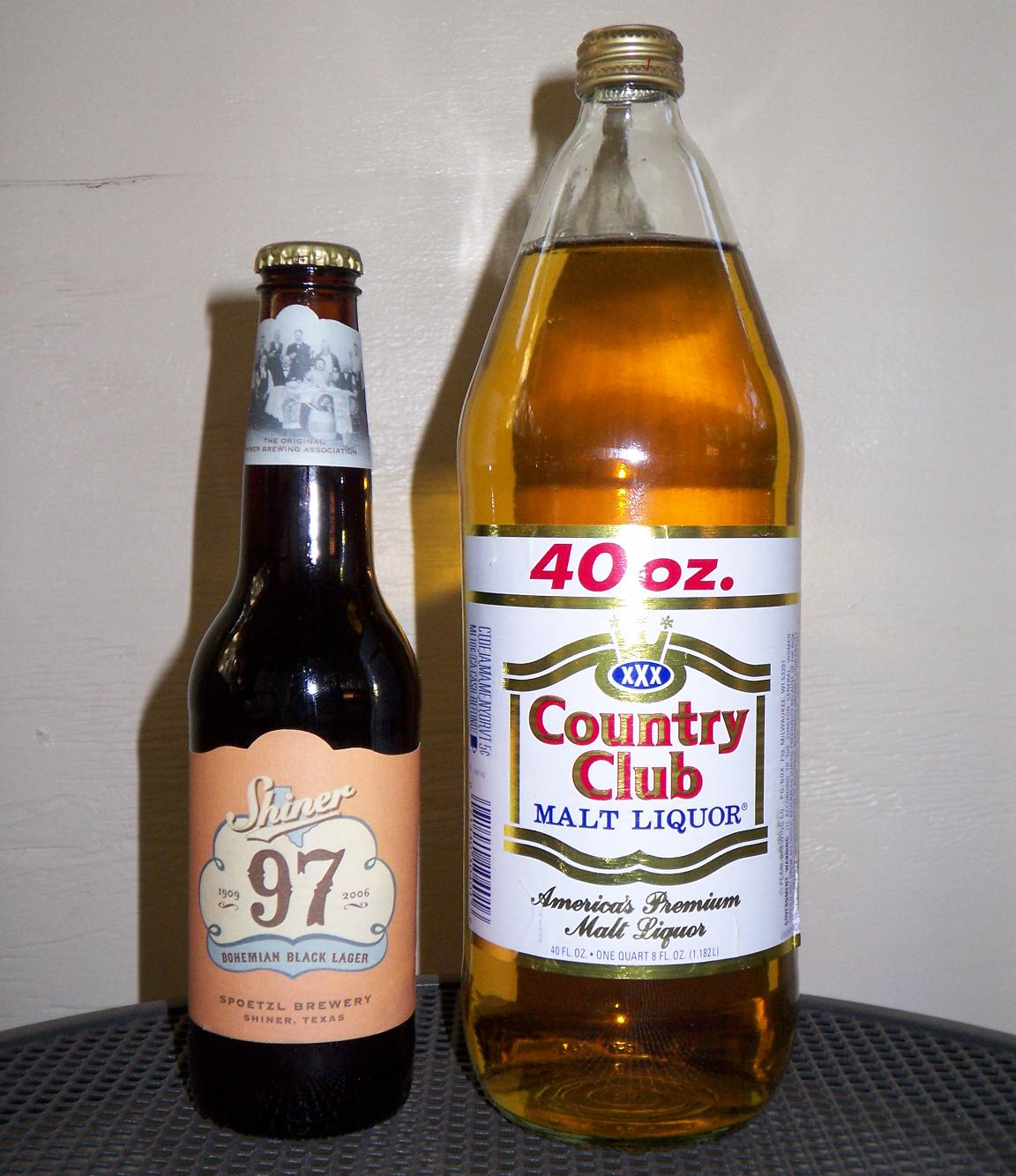
Bouteille de malt liquor à droite.

La liqueur de malt (« malt liquor » en anglais) est un terme dénotant aujourd'hui un type de bière en vogue aux États-Unis. Bien que le terme soit d'origine anglaise, il ne dénotait alors — au XVIIIe siècle — qu'une boisson fermentée.
Dans certains États des États-Unis, le terme bière n'est pas applicable légalement à toute boisson ayant plus de 5° d'alcool ; c'est le terme de malt liquor qui est alors appliqué. Mais légalement le terme s'applique aussi aux dérivés distillés du malt d'orge (whisky ou bourbon).
Une malt liquor est donc une bière de fermentation basse au fort taux d'alcool, brassée à la manière d'une lager blonde (américaine). Elle est souvent disponible dans des bouteilles de grande capacité.